# Topaze (film, 1933, Gasnier)
Pour les articles homonymes, voir Topaze.
Pour plus de détails, voir Fiche technique et Distribution.
Topaze est un film français réalisé par Louis Gasnier avec Louis Jouvet en vedette, sorti en 1933, première des adaptations cinématographiques françaises de la pièce homonyme de Marcel Pagnol.
En 1936, Pagnol décide de réaliser une autre version cinématographique car il s'estime trahi par l'adaptation réalisée par Louis Gasnier. Pour le film Topaze (1936), Pagnol choisit de mettre Alexandre Arnaudy en vedette. 
Enfin, au début des années 1950, Marcel Pagnol réalise Topaze (1951), une nouvelle version de sa pièce, interprétée par Fernandel.

## Synopsis
À la pension Muche, Topaze est un instituteur chahuté par ses élèves qui exploitent sa naïveté. Sur les murs de sa classe s'affichent des sentences définitives comme « L'argent ne fait pas le bonheur » ou  « Bien mal acquis ne profite jamais » . Il enseigne et applique rigoureusement ces principes, refusant d'augmenter les notes d'un élève contre rétribution pour contenter une mère influente dans la pension, se mettant ainsi à dos le directeur. Cela contrarie aussi grandement ses espoirs d'avenir avec Ernestine, la fille du directeur dont il est secrètement amoureux. Appliquant une méthode de séduction d'Ernestine désastreuse conseillée maladroitement par un collègue, il déclenche un scandale qui le fait licencier sur-le-champ.
Topaze, par un concours de circonstances, est alors engagé par Régis Castel-Bénac, un politicien véreux arrondissant ses fins de mois par le détournement de marchés publics. Manipulé par Suzy, la cocotte entretenue par Castel-Bénac, il est entraîné malgré lui dans des affaires louches et va petit à petit abandonner ses principes de droiture. Il se rend compte que la vie dans les affaires est bien différente de celle qu'enseignaient ses cours de morale...

## Fiche technique
- Réalisation : Louis Gasnier
- Scénario :  Louis Gasnier et Léopold Marchand d'après la pièce de Marcel Pagnol
- Décors : René Renoux
- Costumes : Elsa Schiaparelli
- Photographie : Fred Langenfeld
- Production : Robert T. Kane
- Société de production : Paramount France
- Pays :  France
- Format : Noir et blanc - 35 mm - 1,37:1
- Genre : Comédie
- Durée : 103 minutes
- Date de sortie : France - 6 janvier 1933

## Distribution
- Louis Jouvet : Albert Topaze
- Marcel Vallée : Oscar Muche, directeur du collège
- Simone Héliard : Ernestine Muche, sa fille
- Pierre Larquey : Henri Tamise, collègue et ami de Topaze
- Paul Pauley : Régis Castel-Bénac, conseiller municipal
- Edwige Feuillère : Suzy Courtois, femme entretenue par Castel-Bénac
- Maurice Rémy : Roger de Tréville, ancien « prête-nom »
- Jeanne Loury : la baronne Pitart-Vergnolles
- Camille Beuve : le maître-chanteur
- Henri Vilbert : un agent de police
- Jacqueline Delubac : une dactylo
- Micheline Bernard : la première dactylo
- Raymonde Debrennes : la deuxième dactylo